# Reitoru
Reitoru of Te Pirehi is een onbewoond atol dat administratief behoort tot de eilandengroep Îles Deux Groupes  in de midden van de Tuamotu archipel in Frans-Polynesië, in de Grote Oceaan. Het ligt 50 km zuidwestelijk van het bewoonde atol Hikueru. Het atol Reitoru heeft geen bevaarbare opening naar zee, maar er zijn aan de oostzijde twee kleine, ondiepe openingen.

## Beschrijving

### Geschiedenis en bewoning
De eerste Europeaan die melding maakt van het eiland is de Franse ontdekkingsreiziger Louis Antoine de Bougainville in 1768. Een jaar later meert James Cook bij het eiland aan, maar geeft het geen naam. In 1826 en 1837 werd het eiland door de Britse marine-officier Edward Belcher bezocht die het eiland Bird Island noemt omdat er toen grote vogelpopulaties voorkwamen. In 1906 raast een Tropische cycloon over het eiland waardoor het eiland van zijn begroeiing werd ontdaan.
Volgens de bevolkingsstatistiek uit 2017 is het eiland onbewoond, maar regelmatig wonen er een tiental personen die er naar parels vissen en kopra maken van kokosnoten. 

### Ecologie
Op het eiland komen 40 vogelsoorten voor en acht soorten van de Rode Lijst van de IUCN, waaronder de endemische en bedreigde tuamotustrandloper (Prosobonia parvirostris, 57 in 2003 en 22 in 2012). 
Er broeden twee soorten fregatvogels: de grote fregatvogel (Fregata minor) en de kleine fregatvogel (Fregata ariel) verder Murphy's stormvogel  (Pterodroma ultima) en phoenixstormvogel (P. alba).

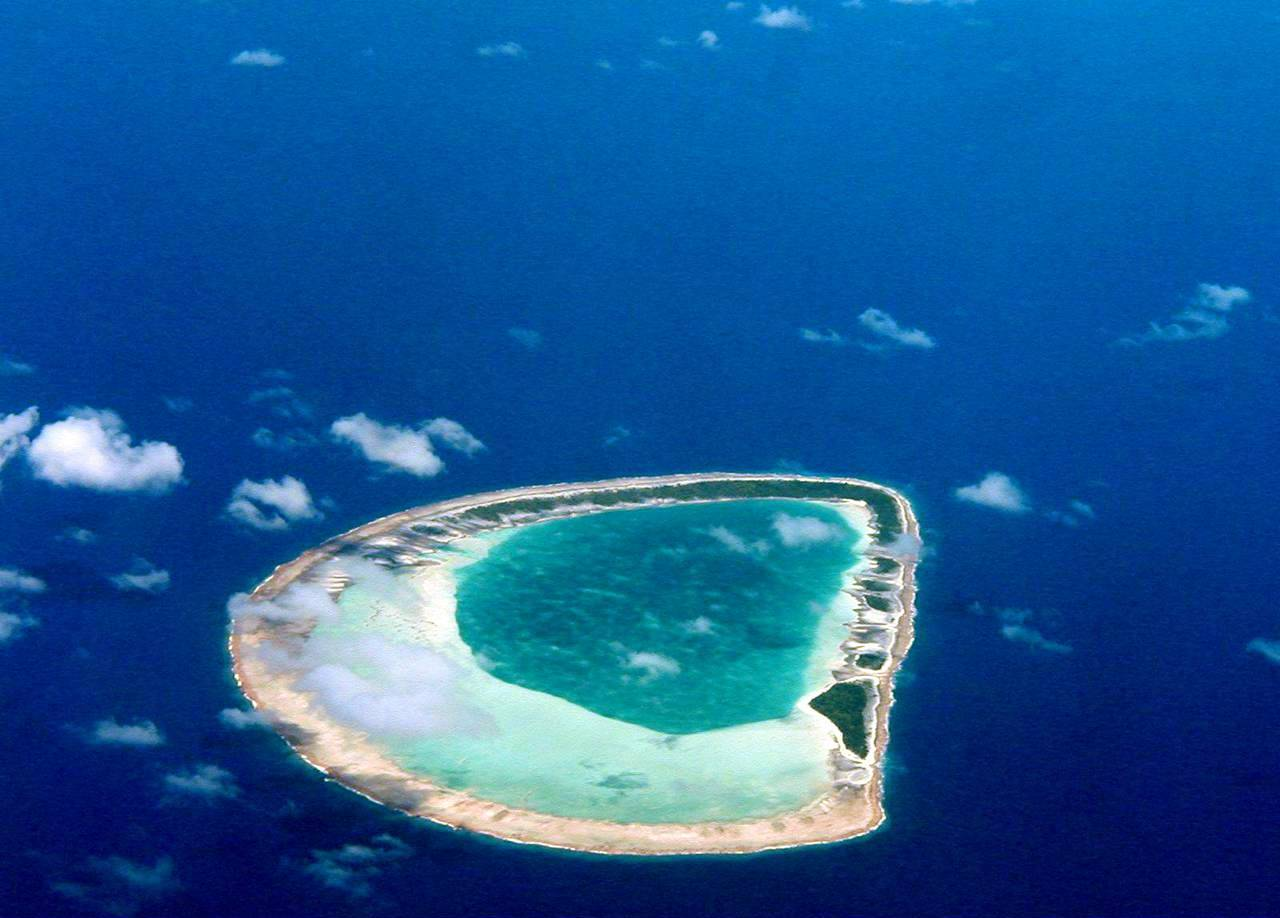
Het atol vanuit de lucht (juli 2013)
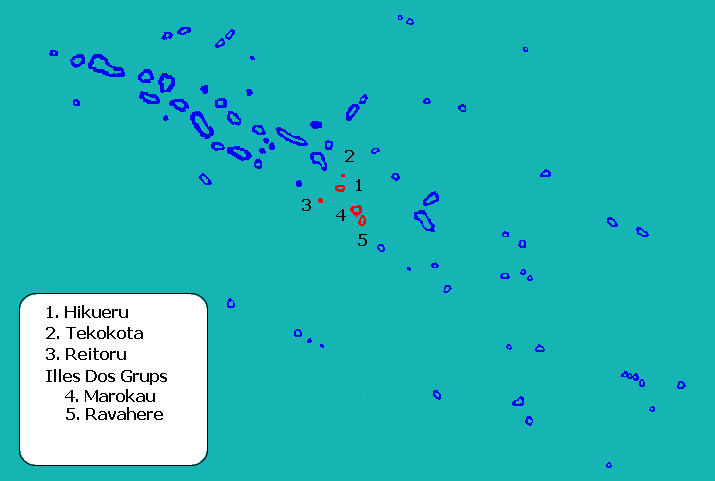
Plaats van Reitoru (3) binnen de Tuamotu-archipel